# Germinal Beerschot in het seizoen 2009/10
Dit is een pagina met diverse statistieken van voetbalclub Germinal Beerschot uit het seizoen 2009-10.

## Spelerskern en technische staf

### Spelerskern
| Nr. | Nat.                     | Naam | Geboortedatum | Competitie | Competitie | Competitie | Competitie | Competitie | Competitie | Competitie | Competitie |         | Beker   | Beker   | Beker   | Beker   | Beker   | Beker   | Beker   | Beker   |         | Totaal  | Totaal  | Totaal  | Totaal  | Totaal  | Totaal  | Totaal  | Totaal  |         |         |         |         |         |         |         |         |         |         |
| Nr. | Nat.                     | Naam | Geboortedatum | W          |            |            |            |            |            |            | Ass        | W       |         |         |         |         |         |         | Ass     | W       |         |         |         |         |         |         | Ass     |         |         |         |         |         |         |         |         |         |         |         |         |
|     |                          | Keepers | Keepers       | Keepers    | Keepers    | Keepers    | Keepers    | Keepers    | Keepers    | Keepers    | Keepers    | Keepers | Keepers | Keepers | Keepers | Keepers | Keepers | Keepers | Keepers | Keepers | Keepers | Keepers | Keepers | Keepers | Keepers | Keepers | Keepers | Keepers | Keepers | Keepers | Keepers | Keepers | Keepers | Keepers | Keepers | Keepers | Keepers | Keepers | Keepers |
| --- | ------------------------ | --- | ------------- | ---------- | ---------- | ---------- | ---------- | ---------- | ---------- | ---------- | ---------- | ------- | ------- | ------- | ------- | ------- | ------- | ------- | ------- | ------- | ------- | ------- | ------- | ------- | ------- | ------- | ------- | ------- | ------- | ------- | ------- | ------- | ------- | ------- | ------- | ------- | ------- | ------- | ------- |
| 1   | Vlag van Noord-Macedonië | Tomislav Pačovski | 28-06-1982    | 25         | 0          | 0          | 2          | 0          | 0          | 0          | 0          |         | 2       | 0       | 0       | 1       | 0       | 0       | 0       | 0       |         | 27      | 0       | 0       | 3       | 0       | 0       | 0       | 0       |         |         |         |         |         |         |         |         |         |         |
| 20  | Vlag van België          | Kristof Maes | 19-04-1988    | 0          | 0          | 0          | 0          | 0          | 0          | 0          | 0          |         | 0       | 0       | 0       | 0       | 0       | 0       | 0       | 0       |         | 0       | 0       | 0       | 0       | 0       | 0       | 0       | 0       |         |         |         |         |         |         |         |         |         |         |
| 26  | Vlag van België          | Thomas Kaminski | 23-10-1992    | 0          | 0          | 0          | 0          | 0          | 0          | 0          | 0          |         | 0       | 0       | 0       | 0       | 0       | 0       | 0       | 0       |         | 0       | 0       | 0       | 0       | 0       | 0       | 0       | 0       |         |         |         |         |         |         |         |         |         |         |
|     |                          | Verdedigers |               |            |            |            |            |            |            |            |            |         |         |         |         |         |         |         |         |         |         |         |         |         |         |         |         |         |         |         |         |         |         |         |         |         |         |         |         |
| 3   | Vlag van België          | Maxim Geurden | 02-11-1990    | 0          | 0          | 0          | 0          | 0          | 0          | 0          | 0          |         | 0       | 0       | 0       | 0       | 0       | 0       | 0       | 0       |         | 0       | 0       | 0       | 0       | 0       | 0       | 0       | 0       |         |         |         |         |         |         |         |         |         |         |
| 4   | Vlag van België          | Kurt Van Dooren 1 | 03-08-1978    | 14         | 0          | 1          | 3          | 0          | 0          | 0          | 0          |         | 0       | 0       | 0       | 0       | 0       | 0       | 0       | 0       |         | 14      | 0       | 1       | 3       | 0       | 0       | 0       | 0       |         |         |         |         |         |         |         |         |         |         |
| 5   | Vlag van België          | Pieter-Jan Monteyne | 01-01-1983    | 25         | 0          | 4          | 3          | 0          | 0          | 0          | 1          |         | 2       | 0       | 0       | 1       | 0       | 0       | 0       | 0       |         | 27      | 0       | 4       | 4       | 0       | 0       | 0       | 1       |         |         |         |         |         |         |         |         |         |         |
| 7   | Vlag van België          | Philippe Clement | 22-03-1974    | 23         | 0          | 2          | 7          | 0          | 0          | 2          | 0          |         | 2       | 0       | 0       | 0       | 0       | 0       | 0       | 0       |         | 25      | 0       | 2       | 7       | 0       | 0       | 2       | 0       |         |         |         |         |         |         |         |         |         |         |
| 22  | Vlag van België          | Martijn Monteyne | 12-11-1984    | 22         | 0          | 1          | 4          | 0          | 0          | 0          | 0          |         | 1       | 0       | 0       | 0       | 0       | 0       | 0       | 0       |         | 23      | 0       | 1       | 4       | 0       | 0       | 0       | 0       |         |         |         |         |         |         |         |         |         |         |
| 25  | Vlag van Kroatië         | Tomislav Mikulić | 04-01-1982    | 14         | 2          | 0          | 2          | 0          | 1          | 0          | 0          |         | 2       | 0       | 0       | 0       | 0       | 0       | 0       | 0       |         | 16      | 2       | 0       | 2       | 0       | 1       | 0       | 0       |         |         |         |         |         |         |         |         |         |         |
| 31  | Vlag van België          | Mark De Man | 27-04-1983    | 6          | 3          | 1          | 1          | 0          | 0          | 0          | 0          |         | 1       | 0       | 0       | 0       | 0       | 0       | 1       | 0       |         | 7       | 3       | 1       | 1       | 0       | 0       | 1       | 0       |         |         |         |         |         |         |         |         |         |         |
|     |                          | Middenvelders |               |            |            |            |            |            |            |            |            |         |         |         |         |         |         |         |         |         |         |         |         |         |         |         |         |         |         |         |         |         |         |         |         |         |         |         |         |
| 6   | Vlag van België          | Wim De Decker 2 | 06-04-1982    | 25         | 0          | 2          | 4          | 0          | 0          | 0          | 0          |         | 2       | 0       | 0       | 0       | 0       | 0       | 0       | 0       |         | 27      | 0       | 2       | 4       | 0       | 0       | 0       | 0       |         |         |         |         |         |         |         |         |         |         |
| 9   | Vlag van België          | Faris Haroun | 22-09-1985    | 21         | 0          | 4          | 2          | 0          | 0          | 8          | 5          |         | 1       | 0       | 0       | 0       | 0       | 0       | 0       | 1       |         | 22      | 0       | 4       | 2       | 0       | 0       | 8       | 6       |         |         |         |         |         |         |         |         |         |         |
| 10  | Vlag van Colombia        | Daniel Cruz | 09-05-1981    | 20         | 12         | 8          | 3          | 0          | 0          | 1          | 0          |         | 1       | 1       | 0       | 0       | 0       | 0       | 0       | 0       |         | 21      | 13      | 8       | 3       | 0       | 0       | 1       | 0       |         |         |         |         |         |         |         |         |         |         |
| 12  | Vlag van Kenia           | Victor Wanyama | 25-06-1991    | 13         | 8          | 2          | 2          | 0          | 1          | 0          | 1          |         | 1       | 0       | 1       | 0       | 0       | 0       | 0       | 0       |         | 14      | 8       | 3       | 2       | 0       | 1       | 0       | 1       |         |         |         |         |         |         |         |         |         |         |
| 14  | Vlag van Ghana           | King Gyan Osei | 22-11-1988    | 0          | 0          | 0          | 0          | 0          | 0          | 0          | 0          |         | 0       | 0       | 0       | 0       | 0       | 0       | 0       | 0       |         | 0       | 0       | 0       | 0       | 0       | 0       | 0       | 0       |         |         |         |         |         |         |         |         |         |         |
| 16  | Vlag van België          | Roy Mauro | 16-11-1990    | 0          | 0          | 0          | 0          | 0          | 0          | 0          | 0          |         | 0       | 0       | 0       | 0       | 0       | 0       | 0       | 0       |         | 0       | 0       | 0       | 0       | 0       | 0       | 0       | 0       |         |         |         |         |         |         |         |         |         |         |
| 17  | Vlag van België          | Nadjim Haroun | 10-06-1988    | 0          | 0          | 0          | 0          | 0          | 0          | 0          | 0          |         | 0       | 0       | 0       | 0       | 0       | 0       | 0       | 0       |         | 0       | 0       | 0       | 0       | 0       | 0       | 0       | 0       |         |         |         |         |         |         |         |         |         |         |
| 29  | Vlag van Kameroen        | Justice Wamfor | 05-08-1981    | 17         | 1          | 8          | 1          | 0          | 0          | 0          | 0          |         | 2       | 1       | 0       | 0       | 0       | 0       | 0       | 0       |         | 19      | 2       | 8       | 1       | 0       | 0       | 0       | 0       |         |         |         |         |         |         |         |         |         |         |
| 44  | Vlag van België          | Bart Goor | 09-04-1973    | 20         | 0          | 1          | 6          | 0          | 0          | 4          | 6          |         | 1       | 0       | 1       | 0       | 0       | 0       | 0       | 1       |         | 22      | 0       | 2       | 6       | 0       | 0       | 4       | 7       |         |         |         |         |         |         |         |         |         |         |
| 78  | Vlag van Kroatië         | Ivan Leko | 07-02-1978    | 14         | 7          | 5          | 0          | 0          | 0          | 0          | 1          |         | 2       | 1       | 1       | 0       | 0       | 0       | 0       | 0       |         | 16      | 8       | 6       | 0       | 0       | 0       | 0       | 1       |         |         |         |         |         |         |         |         |         |         |
| 86  | Vlag van België          | Mats Rits | 18-07-1993    | 4          | 4          | 0          | 1          | 0          | 0          | 2          | 0          |         | 1       | 1       | 0       | 0       | 0       | 0       | 0       | 0       |         | 5       | 5       | 0       | 1       | 0       | 0       | 2       | 0       |         |         |         |         |         |         |         |         |         |         |
|     |                          | Aanvallers |               |            |            |            |            |            |            |            |            |         |         |         |         |         |         |         |         |         |         |         |         |         |         |         |         |         |         |         |         |         |         |         |         |         |         |         |         |
| 8   | Vlag van Nederland       | Sherjill Mac-Donald | 20-11-1984    | 25         | 0          | 9          | 1          | 0          | 0          | 4          | 6          |         | 2       | 0       | 1       | 0       | 0       | 0       | 1       | 1       |         | 27      | 0       | 10      | 1       | 0       | 0       | 5       | 7       |         |         |         |         |         |         |         |         |         |         |
| 15  | Vlag van Nigeria         | Tosin Dosunmu | 15-07-1980    | 22         | 12         | 4          | 3          | 0          | 0          | 5          | 4          |         | 2       | 0       | 1       | 0       | 0       | 0       | 1       | 0       |         | 24      | 12      | 5       | 3       | 0       | 0       | 6       | 4       |         |         |         |         |         |         |         |         |         |         |
| 18  | Vlag van Sierra Leone    | Paul Kpaka | 07-08-1981    | 1          | 1          | 0          | 0          | 0          | 0          | 0          | 0          |         | 0       | 0       | 0       | 0       | 0       | 0       | 0       | 0       |         | 1       | 1       | 0       | 0       | 0       | 0       | 0       | 0       |         |         |         |         |         |         |         |         |         |         |
| 21  | Vlag van Congo-Kinshasa  | Bavon Tshibuabua | 17-07-1991    | 14         | 5          | 6          | 0          | 0          | 0          | 1          | 0          |         | 1       | 1       | 0       | 0       | 0       | 0       | 0       | 0       |         | 15      | 6       | 6       | 0       | 0       | 0       | 1       | 0       |         |         |         |         |         |         |         |         |         |         |
| 24  | Vlag van Syrië           | Sanharib Malki Sabah | 01-03-1984    | 4          | 2          | 2          | 0          | 0          | 0          | 1          | 0          |         | 0       | 0       | 0       | 0       | 0       | 0       | 0       | 0       |         | 4       | 2       | 2       | 0       | 0       | 0       | 1       | 0       |         |         |         |         |         |         |         |         |         |         |
| 24  | Vlag van België          | Guillaume François | 03-07-1990    | 4          | 3          | 0          | 1          | 0          | 0          | 0          | 0          |         | 0       | 0       | 0       | 0       | 0       | 0       | 0       | 0       |         | 4       | 3       | 0       | 1       | 0       | 0       | 0       | 0       |         |         |         |         |         |         |         |         |         |         |
| 27  | Vlag van België          | Mathieu Cornet | 08-08-1990    | 0          | 0          | 0          | 0          | 0          | 0          | 0          | 0          |         | 0       | 0       | 0       | 0       | 0       | 0       | 0       | 0       |         | 0       | 0       | 0       | 0       | 0       | 0       | 0       | 0       |         |         |         |         |         |         |         |         |         |         |
| 27  | Vlag van Polen           | Dawid Janczyk | 23-09-1987    | 2          | 0          | 0          | 0          | 0          | 0          | 1          | 0          |         | 0       | 0       | 0       | 0       | 0       | 0       | 0       | 0       |         | 2       | 0       | 0       | 0       | 0       | 0       | 1       | 0       |         |         |         |         |         |         |         |         |         |         |
| Nr. | Nat.                     | Naam | Geboortedatum | W          |            |            |            |            |            |            | Ass        |         | W       |         |         |         |         |         |         | Ass     |         | W       |         |         |         |         |         |         | Ass     |         |         |         |         |         |         |         |         |         |         |
| Nr. | Nat.                     | Naam | Geboortedatum | Competitie | Competitie | Competitie | Competitie | Competitie | Competitie | Competitie | Competitie |         | Beker   | Beker   | Beker   | Beker   | Beker   | Beker   | Beker   | Beker   |         | Totaal  | Totaal  | Totaal  | Totaal  | Totaal  | Totaal  | Totaal  | Totaal  |         |         |         |         |         |         |         |         |         |         |
|     |                          | * Officiële wedstrijden voor eerste elftal Germinal Beerschot tijdens het seizoen 2009-10 Bijgewerkt tot en met 14 februari 2010. : speler tijdens het seizoen vertrokken |               |            |            |            |            |            |            |            |            |         |         |         |         |         |         |         |         |         |         |         |         |         |         |         |         |         |         |         |         |         |         |         |         |         |         |         |         |

### Technische staf
| naam           | land      | functie           |
| -------------- | --------- | ----------------- |
| Aimé Anthuenis | België    | Hoofdtrainer      |
| Eric Viscaal   | Nederland | Assistent-trainer |
| Joost Desender | België    | Physical Trainer  |
| Pierre Thyssen | België    | Keeperstrainer    |

## Transfers/testers

### Zomer 2009
Aangetrokken
- Philippe Clement (Club Brugge) - V – contract van twee jaar
- Mathieu Cornet (Standard Liège) (beloften) - A – contract van drie jaar
- Maxim Geurden (KRC Genk) - V – contract van drie jaar
- Sherjill Mac-Donald (West Bromwich Albion) - A - contract van vier jaar
- Tomislav Mikulić (Standard Liège) - V - contract van drie jaar
- Tomislav Pačovski (FK Vardar Skopje) - DM - contract van twee jaar
- Bavon Tshibuabua (vrije speler) - A - contract van drie jaar

Doorstroming van eigen jeugdspelers
- Roy Mauro - M – contract van drie jaar
- Mats Rits - M - contract van twee jaar

Vertrokken
- Didier Dheedene (Cappellen FC) - V – einde contract
- Sanharib Malki Sabah (KSC Lokeren Oost-Vlaanderen) - A – contract van drie jaar
- Igor Mitreski (Energie Cottbus) - V – einde huur
- Henri Munyaneza (FCV Dender EH) - A – verhuurd voor één jaar
- Nzelo Lembi (-) - V – einde contract
- Daniel Owusu (KV Turnhout) - M – verhuurd voor één jaar
- Laurens Paulussen (beloftenkern) (KV Red Star Waasland) - V – contract van twee jaar
- Rocky Peeters (Enosis Neon Paralimni) - M – verhuurd voor één jaar
- Silvio Proto (RSC Anderlecht) - DM – einde huur
- Djordje Svetlicic (-) - V – contract in onderling overleg ontbonden
- Kevin Vandenbergh (FC Utrecht) - A – einde huur
- Sam Vermeylen (KV Red Star Waasland) - DM – jeugdspeler

Testers
- Jean Acosta Soares (Esporte Clube Juventude) - M – vanaf 4 december 2009
- Marcio Duarte (Esporte Clube Juventude) - M – vanaf 30 november 2009
- Rami Gershon (Hapoel Rishon Letzion) - V – 1 juli 2009 - doorgestuurd
- Allan Gomes (onbekend) - V – 4 augustus 2009 - doorgestuurd
- Serge Kiema (Klub Sportowy "Hetman" Zamość) - M – 16 juli 2009 - doorgestuurd
- Hugues Makiese (onbekend) - A – 30 oktober 2009 - doorgestuurd
- Mirsad Mijadinoski (Újpest FC) - V – 4 juli 2009 - doorgestuurd
- Dusan Mladenovic (FK Radnički Niš) - V – vanaf 16 oktober tot 28 oktober 2009 - doorgestuurd
- Felipe Pazzini (Esporte Clube Juventude) - DM – vanaf 4 december 2009
- Hrvoje Vuković (Alemania Aachen) - V – vanaf 26 juni 2009 tot 2 juli 2009 - doorgestuurd
- Wellington (onbekend) - V – 3 augustus 2009 - doorgestuurd
- Alfa Yakubu (Helsingborgs IF) - M – vanaf 23 oktober 2009 -

### Winter 2009-2010
Aangetrokken
- Guillaume François (Excelsior Mouscron) - A – contract van drieënhalfjaar
- Dawid Janczyk (KSC Lokeren Oost-Vlaanderen) - A - contract van anderhalfjaar (huur)

Vertrokken
- Mathieu Cornet (KSK Tongeren) - A – contract in onderling overleg ontbonden
- Ivan Leko (KSC Lokeren Oost-Vlaanderen) - M – huur van zes maanden
- Roy Mauro (KV Turnhout) - M – huur van zes maanden
- Sennve Vanderheyden (Cappellen FC) - V – huur van zes maanden
- Matti Van Minnebruggen Cappellen FC- V – huur van zes maanden

Testers
- Niasha Mushekwi (Big Caps United) - A – vanaf 19 januari 2010

## Wedstrijden

### Oefenwedstrijden
| | |                                     | | |
| woensdag 24 juni 2009, 19:00 uur | SK Wilrijk | 1 - 7 ( 0 - 4 )                     | Germinal Beerschot | Opstelling Germinal Beerschot: |
| Sportcentrum Ter Beke, Wilrijk toeschouwers: 900 Scheidsrechter: Kevin Vanhoyweghen Oefenduel                                           | Zriouil 73' |                                     | 19' Sanharib Malki Sabah 23' Henri Munyaneza 35' Sanharib Malki Sabah 41' Sanharib Malki Sabah 63' King Gyan Osei 75' Gaetan Lambreghts 78' Henri Munyaneza                                                                   | Tomislav Pačovski, Martijn Monteyne, Kurt Van Dooren, Justice Wamfor, Pieter-Jan Monteyne, Wim De Decker, Ivan Leko, Bart Goor, Gaetan Lambreghts, Henri Munyaneza, Sanharib Malki Sabah Wissels Germinal Beerschot: 46' Tomislav Pačovski Thomas Kaminski 46' Kurt Van Dooren Djordje Svetlicic 46' Justice Wamfor Mark De Man 46' Wim De Decker King Gyan Osei 46' Bart Goor Matti Van Minnebruggen 46' Sanharib Malki Sabah Tosin Dosunmu 60' Martijn Monteyne Maxim Geurden 60' Pieter-Jan Monteyne Senne Vanderheyden 60' Ivan Leko Mathieu Cornet |
| | |                                     | | |
| zaterdag 27 juni 2009, 19:00 uur | KV Hemiksem | 0 - 4 ( 0 - 3 )                     | Germinal Beerschot | Opstelling Germinal Beerschot: |
| Rode Kruisplein, Hemiksem toeschouwers: onbekend Scheidsrechter: Sharon Sluyts Oefenduel                                                | |                                     | 17' Wim De Decker 26' Faris Haroun 44' Faris Haroun 72' Nadjim Haroun | Tomislav Pačovski, Martijn Monteyne, Mark De Man, Hrovje Vuković (testspeler), Pieter-Jan Monteyne, Wim De Decker, King Gyan Osei, Ivan Leko, Bart Goor, Faris Haroun, Mathieu Cornet Wissels Germinal Beerschot: 46' Tomislav Pačovski Thomas Kaminski 53' Pieter-Jan Monteyne Kurt Van Dooren 53' King Gyan Osei Maxim Geurden 53' Ivan Leko Matti Van Minnebruggen 53' Bart Goor Djordje Svetlicic 70' Mark De Man Nadjim Haroun |
| | |                                     | | |
| woensdag 1 juli 2009, 19:00 uur | Schelle Sport | 1 - 11 ( 1 - 4 )                    | Germinal Beerschot | Opstelling Germinal Beerschot: |
| Stadion Schelle Sport, Schelle toeschouwers: 1.500 'Scheidsrechter: Koen Velle Oefenduel                                                | Jelle Claes 28' |                                     | 13' Sanharib Malki Sabah 32' Faris Haroun 34' Wim De Decker 41' Wim De Decker 50' Sanharib Malki Sabah 52' Faris Haroun 60' Sanharib Malki Sabah 63' Martijn Monteyne 65' King Gyan Osei 80' Mathieu Cornet 88' Nadjim Haroun | Tomislav Pačovski, Rami Gershon (testspeler), Mark De Man, Hrovje Vuković (testspeler), Pieter-Jan Monteyne, Wim De Decker, Ivan Leko, Bart Goor, Faris Haroun, Gaetan Lambreghts, Sanharib Malki Sabah Wissels Germinal Beerschot: 46' Tomislav Pačovski Thomas Kaminski 46' Mark De Man Kurt Van Dooren 46' Pieter-Jan Monteyne Martijn Monteyne 60' Hrovje Vuckovic Maxim Geurden 60' Wim De Decker King Gyan Osei 60' Ivan Leko Djordje Svetlicic 60' Bart Goor Nadjim Haroun 60' Faris Haroun Roy Mauro 60' Sanharib Malki Sabah Mathieu Cornet |
| | |                                     | | |
| zaterdag 4 juli 2009, 19:00 uur | Zandvliet Sport | 1 - 7 ( 0 - 3 )                     | Germinal Beerschot | Opstelling Germinal Beerschot: |
| Stadion Zandvliet Sport, Zandvliet toeschouwers: onbekend Scheidsrechter: Bart Vandenackerbroeck Oefenduel                              | Oszahin 62' |                                     | 3' Bart Goor 10' Faris Haroun 17' Sanharib Malki Sabah 49' Henri Munyaneza 53' Tosin Dosunmu 78' Nadjim Haroun 86' Henri Munyaneza                                                                                            | Tomislav Pačovski, Martijn Monteyne, Kurt Van Dooren, Mirsad Mijadinoski (testspeler), Pieter-Jan Monteyne, Wim De Decker, Ivan Leko, Bart Goor, Daniel Cruz, Faris Haroun, Sanharib Malki Sabah Wissels Germinal Beerschot: 20' Pieter-Jan Monteyne Tosin Dosunmu 46' Tomislav Pačovski Thomas Kaminski 46' Wim De Decker King Gyan Osei 46' Daniel Cruz Mark De Man 46' Sanharib Malki Sabah Henri Munyaneza 60' Martijn Monteyne Djordje Svetlicic 60' Kurt Van Dooren Maxim Geurden 60' Ivan Leko Roy Mauro 60' Faris Haroun Gaetan Lambreghts 60' Bart Goor Nadjim Haroun 68' Tosin Dosunmu Mathieu Cornet 83' Mirsad Mijadinoski Matti Van Minnebruggen |
| | |                                     | | |
| woensdag 8 juli 2009, 19:30 uur | KFCO Wilrijk | 0 - 6 ( 0 - 3 )                     | Germinal Beerschot | Opstelling Germinal Beerschot: |
| Universiteitsplein, Wilrijk toeschouwers: onbekend Scheidsrechter: Jan Janssens Oefenduel                                               | |                                     | 3' Faris Haroun 7' Daniel Cruz 29' Faris Haroun 49' Faris Haroun 64' Tosin Dosunmu 82' Faris Haroun | Tomislav Pačovski, Martijn Monteyne, Kurt Van Dooren, Justice Wamfor, Pieter-Jan Monteyne, Wim De Decker, Ivan Leko, Bart Goor, Daniel Cruz, Faris Haroun, Tosin Dosunmu Wissels Germinal Beerschot: 46' Justice Wamfor Mark De Man 60' Tomislav Pačovski Thomas Kaminski 60' Wim De Decker King Gyan Osei 60' Ivan Leko Roy Mauro 65' Daniel Cruz Djordje Svetlicic 65' Bart Goor Mathieu Cornet 70' Kurt Van Dooren Nadjim Haroun 70' Pieter-Jan Monteyne Maxim Geurden 76' Tosin Dosunmu Matti Van Minnebruggen |
| | |                                     | | |
| zaterdag 11 juli 2009, 19:00 uur | Cappellen FC | 1 - 3 ( 1 - 3 )                     | Germinal Beerschot | Opstelling Germinal Beerschot: |
| Stadion Jos Van Wellen, Kapellen toeschouwers: onbekend Scheidsrechter: Lieven Verheyen Oefenduel                                       | Hamid Bouyfoulkitne 22'                                                                                                  |                                     | 13' Faris Haroun 19' Kurt Van Dooren 39' Tosin Dosunmu 40' Sherjill Mac-Donald | Tomislav Pačovski, Martijn Monteyne, Kurt Van Dooren, Justice Wamfor, Pieter-Jan Monteyne, Wim De Decker, Ivan Leko, Bart Goor, Faris Haroun, Tosin Dosunmu, Sherjill Mac-Donald Wissels Germinal Beerschot: 46' Tomislav Pačovski Thomas Kaminski 46' Sherjill Mac-Donald Paul Kpaka 55' Justice Wamfor Roy Mauro 55' Wim De Decker Mark De Man 55' Bart Goor Henri Munyaneza 64' Faris Haroun King Gyan Osei 72' Martijn Monteyne Maxim Geurden 72' Pieter-Jan Monteyne Matti Van Minnebruggen 72' Tosin Dosunmu Mathieu Cornet |
| | |                                     | | |
| woensdag 15 juli 2009, 19:00 uur | KFC Zwarte Leeuw | 0 - 6 ( 0 - 2 )                     | Germinal Beerschot | Opstelling Germinal Beerschot: |
| Louis Van Roeystadion, Rijkevorsel toeschouwers: onbekend Scheidsrechter: Wim Smet Oefenduel                                            | |                                     | 6' Mark De Man 8' Sherjill Mac-Donald 49' Sanharib Malki Sabah 51' Sanharib Malki Sabah 77' Henri Munyaneza 90' Ivan Leko (pen.)                                                                                              | Tomislav Pačovski, Martijn Monteyne, Kurt Van Dooren, Justice Wamfor, Pieter-Jan Monteyne, Wim De Decker, Mark De Man, Ivan Leko, Bart Goor, Sanharib Malki Sabah, Sherjill Mac-Donald Wissels Germinal Beerschot: 57' Tomislav Pačovski Thomas Kaminski 57' Sanharib Malki Sabah Henri Munyaneza 57' Sherjill Mac-Donald Tosin Dosunmu 65' Wim De Decker King Gyan Osei 65' Bart Goor Roy Mauro |
| | |                                     | | |
| donderdag 16 juli 2009, 19:00 uur | KSV Bornem | 0 - 4 ( 0 - 0 )                     | Germinal Beerschot | Opstelling Germinal Beerschot: |
| Breeven, Bornem toeschouwers: onbekend Scheidsrechter: Mario Vanlommel Oefenduel beloften (aangevuld met spelers A-kern)                | |                                     | 54' Tosin Dosunmu 63' Henri Munyaneza 72' Matti Van Minnebruggen 87' Jimmy De Jonghe | Thomas Kaminski, Serge Kiema (testspeler), Djordje Svetlicic, King Gyan Osei, Roy Mauro, Nadjim Haroun, Mats Rits, Henri Munyaneza, Gaetan Lambreghts, Paul Kpaka, Tosin Dosunmu Wissels Germinal Beerschot: 46' Nadjim Haroun Senne Vanderheyden 46' Mats Rits Matti Van Minnebruggen 46' Gaetan Lambreghts Matthias Schaessens 53' Roy Mauro Mike Smet 55' Thomas Kaminski Tomislav Pačovski 65' Tosin Dosunmu Jimmy De Jonghe |
| | |                                     | | |
| zaterdag 18 juli 2009, 19:00 uur | N.E.C. | Afgelast wegens supportersrellen    | Germinal Beerschot | |
| Sportpark Zuid, Groesbeek toeschouwers: Scheidsrechter: Oefenduel                                                                       | |                                     | | |
| | |                                     | | |
| woensdag 22 juli 2009, 19:30 uur | Germinal Beerschot | 2 - 1 ( 1 - 0 )                     | Club Brugge | Opstelling Germinal Beerschot: |
| Olympisch Stadion, Antwerpen toeschouwers: 4.000 Scheidsrechter: Lieven Verheyen Oefenduel (Copa Sterchele) (tweede editie)             | Ivan Leko (pen.) 32' Faris Haroun 54'                                                                                    |                                     | 31' Ryan Donk 39' Koen Daerden 44' Stijn Stijnen 62' Jonathan Blondel 78' Philippe Clement | Tomislav Pačovski, Martijn Monteyne, Kurt Van Dooren, Justice Wamfor, Pieter-Jan Monteyne, Wim De Decker, Ivan Leko, Bart Goor, Faris Haroun, Sanharib Malki Sabah, Sherjill Mac-Donald Wissels Germinal Beerschot: 57' Wim De Decker Daniel Cruz 57' Sherjill Mac-Donald Tosin Dosunmu 71' Ivan Leko Mats Rits 71' Sanharib Malki Sabah Bavon Tshibuabua 76' Bart Goor King Gyan Osei 76' Faris Haroun Henri Munyaneza |
| | |                                     | | |
| donderdag 23 juli 2009, 19:00 uur | Tubantia Borgerhout | 1 - 4 ( 0 - 1 )                     | Germinal Beerschot | Opstelling Germinal Beerschot: |
| Stadion Rivierenhof, Borgerhout toeschouwers: onbekend Scheidsrechter: Koen Lauryssen Oefenduel beloften (aangevuld met spelers A-kern) | Murceli 47' |                                     | 7' Bavon Tshibuabua 72' Mathieu Cornet 83' Wesley Peeters (own goal) 84' Jimmy De Jonghe | Jelle Merckx, Maxim Geurden, Henri Munyaneza, Nadjim Haroun, Matti Van Minnebruggen, Roy Mauro, Mats Rits, Daniel Cruz, Paul Kpaka, Gaetan Lambreghts, Bavon Tshibuabua Wissels Germinal Beerschot: 36' Roy Mauro Mike Smet 46' Daniel Cruz Mathieu Cornet 56' Gaetan Lambreghts Senne Vanderheyden 63' Matti Van Minnebruggen Blessing Akinfenwa 73' Jelle Merckx Joey Van Muylder 78' Nadjim Haroun Jimmy De Jonghe |
| | |                                     | | |
| zondag 26 juli 2009, 18:00 uur | Germinal Beerschot | 0 - 0 ( 0 - 0 )                     | Panionios | Opstelling Germinal Beerschot: |
| Olympisch Stadion, Antwerpen toeschouwers: 5.000 Scheidsrechter: Peter Vervecken Oefenduel (fandag)                                     | Ivan Leko 38' |                                     | 38' Fabian Estoyanoff | Tomislav Pačovski, Martijn Monteyne, Kurt Van Dooren, Justice Wamfor, Pieter-Jan Monteyne, Wim De Decker, Ivan Leko, Bart Goor, Faris Haroun, Sanharib Malki Sabah, Sherjill Mac-Donald Wissels Germinal Beerschot: 46' Martijn Monteyne Victor Wanyama 46' Sanharib Malki Sabah Daniel Cruz 62' Kurt Van Dooren Mark De Man 63' Sherjill Mac-Donald Tosin Dosunmu 77' Bart Goor Bavon Tshibuabua 85' Faris Haroun Mats Rits |
| | |                                     | | |
| dinsdag 4 augustus 2009, 19:00 uur | KV Red Star Waasland | 6 - 0 ( 3 - 0 )                     | Germinal Beerschot | Opstelling Germinal Beerschot: |
| Puyenbekestadion, Sint-Niklaas toeschouwers: Scheidsrechter: Oefenduel beloften (aangevuld met spelers A-kern)                          | Sekou Sampil 9' Sekou Sampil 14' Jean-Paul Kielo-Lezi 45' Pieter Crabeels 52' Julien De Araujo 80' Laurens Paulussen 85' |                                     | 89' King Gyan Osei | Thomas Kaminski, Maxim Geurden, Victor Wanyama, King Gyan Osei, Allan Gomes (testspeler), Djordje Svetlicic, Mats Rits, Nadjim Haroun, Paul Kpaka, Henri Munyaneza, Bavon Tshibuabua Wissels Germinal Beerschot: 46' Allan Gomes Blessing Akinfenwa 58' Henri Munyaneza Mathieu Cornet 80' Maxim Geurden Nick Simons |
| | |                                     | | |
| dinsdag 20 oktober 2009, 19:30 uur | KFC Zwarte Leeuw | 3 - 0 ( 3 - 0 )                     | Germinal Beerschot | Opstelling Germinal Beerschot: |
| Louis Van Roeystadion, Rijkevorsel toeschouwers: onbekend Scheidsrechter: Geert Joris Oefenduel                                         | Sven Schoenmaekers 5' Zounaki Fouad 41' Glenn Smet 44'                                                                   |                                     | | Thomas Kaminski, Maxim Geurden, Mark De Man, Tomislav Mikulić, Dusan Mladenovic (testspeler), Justice Wamfor, Victor Wanyama, Ivan Leko, Mats Rits, Tosin Dosunmu, Paul Kpaka Wissels Germinal Beerschot: Geen |
| | |                                     | | |
| dinsdag 10 november 2009, 19:30 uur | KFC Sint-Lenaarts | 1 - 4 ( 1 - 0 )                     | Germinal Beerschot | Opstelling Germinal Beerschot: |
| A-Complex KFC Sint-Lenaarts, Sint-Lenaarts toeschouwers: onbekend Scheidsrechter: Stijn De Roover Oefenduel                             | Fonny Vissers 35' |                                     | 55' Joris Berghmans (own goal) 66' Ivan Leko (pen.) 82' Tosin Dosunmu 85' Oumar Diouck | Thomas Kaminski, Maxim Geurden, Senne Vanderheyden, Mark De Man, Matti Van Minnebruggen, Alfa Yakubu (testspeler), Ivan Leko, Daniel Cruz, Mats Rits, Paul Kpaka, Tosin Dosunmu Wissels Germinal Beerschot: 46' Maxim Geurden Nadjim Haroun 62' Senne Vanderheyden Roy Mauro 62' Paul Kpaka Oumar Diouck |
| | |                                     | | |
| dinsdag 8 december 2009, 19:30 uur | KFC Racing Mol-Wezel | 2 - 1 ( 1 - 1 )                     | Germinal Beerschot | Opstelling Germinal Beerschot: |
| Georges Claesstadion, Mol toeschouwers: onbekend Scheidsrechter: Koen De Bruyn Oefenduel                                                | Robby Van de Weyer 29' Ali Yildiz 90'                                                                                    |                                     | 6' Mark De Man | Felipe Pazzini (testspeler), Maxim Geurden, Kurt Van Dooren, Mark De Man, Nadjim Haroun, Jean Acosta Soares (testspeler), Mike Smet, Ivan Leko, Marcio Duarte (testspeler), Daniel Cruz, Bavon Tshibuabua Wissels Germinal Beerschot: 46' Maxim Geurden Eloy Smet 46' Nadjim Haroun Matti Van Minnebruggen 68' Felipe Pazzini Jelle Merckx 68' Jean Acosta Soares Blessing Akinfenwa 68' Marcio Duarte Omar Diouck |
| | |                                     | | |
| dinsdag 15 december 2009, 19:30 uur | KSK Heist | 1 - 2 ( 1 - 2 )                     | Germinal Beerschot | Opstelling Germinal Beerschot: |
| Openluchtcentrum Heist-centrum, Heist-op-den-Berg toeschouwers Scheidsrechter: Guy Valckx Oefenduel                                     | Bavo Meeus 37' |                                     | 5' Paul Kpaka 11' Mats Rits | Thomas Kaminski, Maxim Geurden, Senne Vanderheyden, Roy Mauro, Matti Van Minnebruggen, Jean Acosta Soares (testspeler), Nadjim Haroun, Marcio Duarte (testspeler), Mats Rits, Omar Diouck, Paul Kpaka Wissels Germinal Beerschot: 46' Thomas Kaminski Felipe Pazzini (testspeler) 60' Maxim Geurden Eloy Smet 60' Roy Mauro Mike Smet 6O' Jean Acosta Soares Matthias Schaessens 60' Marcio Duarte Nico Lansu 65' Nadjim Haroun Blessing Akinfenwa |
| | |                                     | | |
| maandag 11 januari 2010, 14:30 uur | KSV Roeselare | Afgelast wegens weersomstandigheden | Germinal Beerschot | |
| Sportpark Zuid, Groesbeek toeschouwers: Scheidsrechter: Oefenduel                                                                       | |                                     | | |
| | |                                     | | |

### Jupiler Pro League

#### Reguliere competitie
| | |                 | | |
| zaterdag 1 augustus 2009, 20:00 uur                                                                                                   | KSV Roeselare | 1 - 1 ( 0 - 0 ) | Germinal Beerschot | Opstelling Germinal Beerschot: |
| Schiervelde, Roeselare toeschouwers: 4.855 Scheidsrechter: Joeri van de Velde Speeldag 1 Jupiler Pro League 2009-10                   | Mahamadou Dissa 81' |                 | 65' Bart Goor 90' + 3' Daniel Cruz (ass. Faris Haroun) | Tomislav Pačovski, Martijn Monteyne, Kurt Van Dooren, Justice Wamfor, Pieter-Jan Monteyne, Wim De Decker, Bart Goor, Ivan Leko, Faris Haroun, Sanharib Malki Sabah, Sherjill Mac-Donald Wisselspelers Germinal Beerschot: Thomas Kaminski, Mark De Man, King Gyan Osei, Daniel Cruz, Victor Wanyama, Tosin Dosunmu, Bavon Tshibuabua Wissels Germinal Beerschot: 68' Sanharib Malki Sabah Tosin Dosunmu 81' Ivan Leko Mark De Man 83’ Martijn Monteyne Daniel Cruz                 |
| | |                 | | |
| vrijdag 7 augustus 2009, 20:30 uur | Germinal Beerschot | 1 - 1 ( 0 - 0 ) | Standard de Liège | Opstelling Germinal Beerschot: |
| Olympisch Stadion, Antwerpen toeschouwers: 12.500 Scheidsrechter: Claude Bourdouxhe Speeldag 2 Jupiler Pro League 2009-10             | Faris Haroun 26' Philippe Clement 68' Bart Goor (A Sherjill Mac-Donald) 72'                                                                                      |                 | 28' Landry Mulemo 45' + 1' Igor De Camargo 60' Dieumerci Mbokani 79' Milan Jovanovic | Tomislav Pačovski, Justice Wamfor, Kurt Van Dooren, Philippe Clement, Pieter-Jan Monteyne, Wim De Decker, Bart Goor, Ivan Leko, Faris Haroun, Daniel Cruz, Sherjill Mac-Donald Wisselspelers Germinal Beerschot: Thomas Kaminski, Mark De Man, Martijn Monteyne, King Gyan Osei, Sanharib Malki Sabah, Tosin Dosunmu, Bavon Tshibuabua Wissels Germinal Beerschot: 80' Ivan Leko Mark De Man 80' Daniel Cruz Tosin Dosunmu 85’ Sherjill Mac-Donald Sanharib Malki Sabah            |
| | |                 | | |
| zondag 16 augustus 2009, 20:30 uur | Sporting Charleroi | 1 - 0 ( 0 - 0 ) | Germinal Beerschot | Opstelling Germinal Beerschot: |
| Stade du Pays de Charleroi, Charleroi toeschouwers: 7.430 Scheidsrechter: Jean-Baptist Bultynck Speeldag 3 Jupiler Pro League 2009-10 | Cyril Théréau 90' + 4' |                 | 17' Wim De Decker | Tomislav Pačovski, Justice Wamfor, Kurt Van Dooren, Philippe Clement, Pieter-Jan Monteyne, Wim De Decker, Mark De Man, Ivan Leko, Faris Haroun, Daniel Cruz, Sherjill Mac-Donald Wisselspelers Germinal Beerschot: Thomas Kaminski, Martijn Monteyne, King Gyan Osei, Victor Wanyama, Sanharib Malki Sabah, Tosin Dosunmu, Bavon Tshibuabua Wissels Germinal Beerschot: 65' Daniel Cruz Sanharib Malki Sabah 77' Ivan Leko Tosin Dosunmu                                           |
| | |                 | | |
| zaterdag 22 augustus 2009, 20:00 uur                                                                                                  | Germinal Beerschot | 1 - 3 ( 1 - 2 ) | Yellow Red KV Mechelen | Opstelling Germinal Beerschot: |
| Olympisch Stadion, Antwerpen toeschouwers: 9.572 Scheidsrechter: Geert Barbry Speeldag 4 Jupiler Pro League 2009-10                   | Sanharib Malki Sabah 12' |                 | 8' Julien Gorius 45' + 1' Kenny Van Hoevelen 45' + 1' Aloys Nong 71' David Destorme 90' + 5' Abdul-Yakuni Iddi                                                                              | Tomislav Pačovski, Justice Wamfor, Kurt Van Dooren, Philippe Clement, Pieter-Jan Monteyne, Wim De Decker, Mark De Man, Bart Goor, Faris Haroun, Sherjill Mac-Donald, Sanharib Malki Sabah Wisselspelers Germinal Beerschot: Thomas Kaminski, Martijn Monteyne, King Gyan Osei, Victor Wanyama, Daniel Cruz, Tosin Dosunmu, Bavon Tshibuabua Wissels Germinal Beerschot: 46' Justice Wamfor Daniel Cruz 57' Sanharib Malki Sabah Bavon Tshibuabua 68’ Wim De Decker Victor Wanyama  |
| | |                 | | |
| zondag 30 augustus 2009, 18:00 uur | KRC Genk | 1 - 1 ( 0 - 1 ) | Germinal Beerschot | Opstelling Germinal Beerschot: |
| Cristal Arena, Genk Toeschouwers: 18.235 Scheidsrechter: Tim Pots Speeldag 5 Jupiler Pro League 2009-10                               | Dániel Tőzsér 45' + 1' Marvin Ogunjimi 49' Dimitri Daeseleire 53'                                                                                                |                 | 23' Wim De Decker 38' Faris Haroun (A Sherjill Mac-Donald) 86' Martijn Monteyne | Tomislav Pačovski, Martijn Monteyne, Kurt Van Dooren, Philippe Clement, Pieter-Jan Monteyne, Wim De Decker, Justice Wamfor, Bart Goor, Ivan Leko, Faris Haroun, Sherjill Mac-Donald Wisselspelers Germinal Beerschot: Thomas Kaminski, Maxim Geurden, King Gyan Osei, Victor Wanyama, Mats Rits, Tosin Dosunmu, Bavon Tshibuabua Wissels Germinal Beerschot: 89' Sherjill Mac-Donald Bavon Tshibuabua                                                                              |
| | |                 | | |
| zondag 13 september 2009, 18:00 uur                                                                                                   | Germinal Beerschot | 2 - 1 ( 1 - 1 ) | KSC Lokeren Oost-Vlaanderen | Opstelling Germinal Beerschot: |
| Olympisch Stadion, Antwerpen toeschouwers: 8.618 Scheidsrechter: Luc Wouters Speeldag 6 Jupiler Pro League 2009-10                    | Bart Goor 9' Bavon Tshibuabua (A Faris Haroun) 12' Faris Haroun 52' Daniel Cruz 89'                                                                              |                 | 20' Dawid Janczyk 66' Dawid Janczyk 80' Mario Carević 89' Hassan El Mouataz 89' Hassan El Mouataz                                                                                           | Tomislav Pačovski, Martijn Monteyne, Kurt Van Dooren, Philippe Clement, Pieter-Jan Monteyne, Wim De Decker, Bart Goor, Ivan Leko, Faris Haroun, Sherjill Mac-Donald, Bavon Tshibuabua Wisselspelers Germinal Beerschot: Thomas Kaminski, Tomislav Mikulić, Mark De Man, Justice Wamfor, Mats Rits, Daniel Cruz, Tosin Dosunmu Wissels Germinal Beerschot: 74' Sherjill Mac-Donald Daniel Cruz 77' Bavon Tshibuabua Tosin Dosunmu                                                   |
| | |                 | | |
| zaterdag 19 september 2009, 20:00 uur                                                                                                 | Cercle Brugge | 1 - 2 ( 0 - 1 ) | Germinal Beerschot | Opstelling Germinal Beerschot: |
| Jan Breydelstadion, Brugge toeschouwers: 7.108 Scheidsrechter: Serge Gumienny Speeldag 7 Jupiler Pro League 2009-10                   | Jelle Vossen 90' + 2' |                 | 24' Daniel Cruz 32' Sherjill Mac-Donald (A Bart Goor) 40' Philippe Clement 51' Faris Haroun (A Bart Goor) 90' Tosin Dosunmu 90' + 3' Tomislav Pačovski                                      | Tomislav Pačovski, Martijn Monteyne, Kurt Van Dooren, Philippe Clement, Pieter-Jan Monteyne, Wim De Decker, Bart Goor, Daniel Cruz, Faris Haroun, Sherjill Mac-Donald, Bavon Tshibuabua Wisselspelers Germinal Beerschot: Thomas Kaminski, Tomislav Mikulić, Mark De Man, Justice Wamfor, Mats Rits, Victor Wanyama, Tosin Dosunmu Wissels Germinal Beerschot: 59' Bavon Tshibuabua Tosin Dosunmu 79' Sherjill Mac-Donald Justice Wamfor 88' Daniel Cruz Tomislav Mikulić          |
| | |                 | | |
| woensdag 23 september 2009, 20:30 uur                                                                                                 | Germinal Beerschot | 1 - 0 ( 0 - 0 ) | KV Kortrijk | Opstelling Germinal Beerschot: |
| Olympisch Stadion, Antwerpen toeschouwers: 8.271 Scheidsrechter: Sam Loeman Speeldag 8 Jupiler Pro League 2009-10                     | Wim De Decker 71' Sherjill Mac-Donald 79' |                 | | Tomislav Pačovski, Martijn Monteyne, Kurt Van Dooren, Philippe Clement, Pieter-Jan Monteyne, Wim De Decker, Bart Goor, Daniel Cruz, Faris Haroun, Sherjill Mac-Donald, Bavon Tshibuabua Wisselspelers Germinal Beerschot: Thomas Kaminski, Tomislav Mikulić, Mark De Man, Justice Wamfor, King Gyan Osei, Victor Wanyama, Tosin Dosunmu Wissels Germinal Beerschot: 80' Bavon Tshibuabua Tosin Dosunmu 90' + 1' Sherjill Mac-Donald Victor Wanyama 90' +2' Daniel Cruz Mark De Man |
| | |                 | | |
| zondag 27 september 2009, 18:00 uur                                                                                                   | RSC Anderlecht | 1 - 0 ( 0 - 0 ) | Germinal Beerschot | Opstelling Germinal Beerschot: |
| Constant Vanden Stockstadion, Anderlecht toeschouwers: 23.282 Scheidsrechter: Peter Vervecken Speeldag 9 Jupiler Pro League 2009-10   | Romelu Lukaku 54' Mbark Boussoufa 90' + 1' |                 | 70' Kurt Van Dooren 71' Daniel Cruz 87' Victor Wanyama | Tomislav Pačovski, Martijn Monteyne, Kurt Van Dooren, Philippe Clement, Pieter-Jan Monteyne, Wim De Decker, Bart Goor, Daniel Cruz, Faris Haroun, Sherjill Mac-Donald, Bavon Tshibuabua Wisselspelers Germinal Beerschot: Thomas Kaminski, Tomislav Mikulić, Mark De Man, Justice Wamfor, King Gyan Osei, Victor Wanyama, Tosin Dosunmu Wissels Germinal Beerschot: 72' Daniel Cruz Victor Wanyama 84' Pieter-Jan Monteyne Tosin Dosunmu                                           |
| | |                 | | |
| zaterdag 3 oktober 2009, 20:00 uur | Germinal Beerschot | 3 - 1 ( 0 - 1 ) | KVC Westerlo | Opstelling Germinal Beerschot: |
| Olympisch Stadion, Antwerpen toeschouwers: 8.546 Scheidsrechter: Claude Bourdouxhe Speeldag 10 Jupiler Pro League 2009-10             | Mats Rits (A Bart Goor) 60' Bart Goor 62' Faris Haroun (A Bart Goor) 87' Mats Rits (A Tosin Dosunmu) 90'                                                         |                 | 15' Dieter Dekelver 27' Nico Van Kerckhoven 27' Joris Van Hout 28' Adnan Mravac 41' Dieter Dekelver 45' Yves De Winter                                                                      | Tomislav Pačovski, Martijn Monteyne, Kurt Van Dooren, Philippe Clement, Pieter-Jan Monteyne, Wim De Decker, Bart Goor, Daniel Cruz, Faris Haroun, Sherjill Mac-Donald, Bavon Tshibuabua Wisselspelers Germinal Beerschot: Thomas Kaminski, Tomislav Mikulić, Mark De Man, Maxim Geurden, Justice Wamfor, Mats Rits, Tosin Dosunmu Wissels Germinal Beerschot: 28' Philippe Clement Tomislav Mikulić 30' Daniel Cruz Mats Rits 80' Pieter-Jan Monteyne Tosin Dosunmu                |
| | |                 | | |
| zaterdag 17 oktober 2009, 18:00 uur                                                                                                   | SV Zulte Waregem | 4 - 0 ( 2 - 0 ) | Germinal Beerschot | Opstelling Germinal Beerschot: |
| Regenboogstadion, Waregem toeschouwers: 6.417 Scheidsrechter: Gerd Bylois Speeldag 11 Jupiler Pro League 2009-10                      | Teddy Chevalier 38' Kevin Roelandts 39' Chris Makiese 45' + 1' Chris Makiese 70' Teddy Chevalier 76' Ernest Nfor 85'                                             |                 | 37' Pieter-Jan Monteyne 70' Bart Goor 75' Mats Rits 86' Wim De Decker | Tomislav Pačovski, Martijn Monteyne, Kurt Van Dooren, Philippe Clement, Pieter-Jan Monteyne, Wim De Decker, Bart Goor, Daniel Cruz, Faris Haroun, Sherjill Mac-Donald, Bavon Tshibuabua Wisselspelers Germinal Beerschot: Thomas Kaminski, Tomislav Mikulić, Mark De Man, Justice Wamfor, Ivan Leko, Mats Rits, Tosin Dosunmu Wissels Germinal Beerschot: 69' Philippe Clement Tosin Dosunmu 82' Daniel Cruz Mats Rits                                                             |
| | |                 | | |
| zaterdag 24 oktober 2009, 20:00 uur                                                                                                   | Germinal Beerschot | 3 - 2 ( 1 - 1 ) | Excelsior Mouscron | Opstelling Germinal Beerschot: |
| Olympisch Stadion, Antwerpen toeschouwers: 8.525 Scheidsrechter: Sebastien Delferiere Speeldag 12 Jupiler Pro League 2009-10          | Philippe Clement (A Bart Goor) 9' Philippe Clement (A Tosin Dosunmu) 70' Bart Goor (A Faris Haroun) 90' + 2'                                                     |                 | 21' Jonathan Aspas Juncal 43' Maxime Lestienne 89' Guillaume François 90' + 2' Mamadu Diakité                                                                                               | Tomislav Pačovski, Martijn Monteyne, Kurt Van Dooren, Philippe Clement, Pieter-Jan Monteyne, Wim De Decker, Bart Goor, Daniel Cruz, Faris Haroun, Sherjill Mac-Donald, Bavon Tshibuabua Wisselspelers Germinal Beerschot: Thomas Kaminski, Tomislav Mikulić, Mark De Man, Justice Wamfor, Ivan Leko, Mats Rits, Tosin Dosunmu Wissels Germinal Beerschot: 46' Daniel Cruz Ivan Leko 46' Bavon Tshibuabua Tosin Dosunmu                                                             |
| | |                 | | |
| zondag 1 november 2009, 20:30 uur | AA Gent | 0 - 1 ( 0 - 1 ) | Germinal Beerschot | Opstelling Germinal Beerschot: |
| Ottenstadion, Gent toeschouwers: 10.400 Scheidsrechter: Tim Pots Speeldag 13 Jupiler Pro League 2009-10                               | Roberto Rosales 66' Stijn De Smet 85' |                 | 15' Faris Haroun (A Bart Goor) 64' Philippe Clement 77' Pieter-Jan Monteyne< | Tomislav Pačovski, Martijn Monteyne, Tomislav Mikulić, Philippe Clement, Pieter-Jan Monteyne, Wim De Decker, Justice Wamfor, Bart Goor, Faris Haroun, Sherjill Mac-Donald, Bavon Tshibuabua Wisselspelers Germinal Beerschot: Thomas Kaminski, Kurt Van Dooren, Mark De Man, Daniel Cruz, Ivan Leko, Victor Wanyama, Tosin Dosunmu Wissels Germinal Beerschot: 83' Bavon Tshibuabua Victor Wanyama                                                                                 |
| | |                 | | |
| zaterdag 7 november 2009, 20:00 uur                                                                                                   | Germinal Beerschot | 4 - 1 ( 0 - 1 ) | Sint-Truidense VV | Opstelling Germinal Beerschot: |
| Olympisch Stadion, Antwerpen toeschouwers: 9.532 Scheidsrechter: Alexandre Boucaut Speeldag 14 Jupiler Pro League 2009-10             | Bart Goor 51' Tosin Dosunmu (A Sherjill Mac-Donald) 66' Bart Goor (A Tosin Dosunmu) 70' Tosin Dosunmu 71' Faris Haroun (pen.) 82' Bart Goor (A Faris Haroun) 87' |                 | 29' Hervé Ndjana Onana 43' Jonathan Wilmet 73' Nils Schouterden 82' Denis Odoi | Tomislav Pačovski, Martijn Monteyne, Tomislav Mikulić, Philippe Clement, Pieter-Jan Monteyne, Wim De Decker, Justice Wamfor, Bart Goor, Faris Haroun, Sherjill Mac-Donald, Bavon Tshibuabua Wisselspelers Germinal Beerschot: Thomas Kaminski, Kurt Van Dooren, Mark De Man, Daniel Cruz, Ivan Leko, Mats Rits, Tosin Dosunmu Wissels Germinal Beerschot: 61' Bavon Tshibuabua Tosin Dosunmu 87' Justice Wamfor Ivan Leko 88' Faris Haroun Daniel Cruz                             |
| | |                 | | |
| zaterdag 21 november 2009, 20:00 uur                                                                                                  | Club Brugge | 1 - 2 ( 0 - 0 ) | Germinal Beerschot | Opstelling Germinal Beerschot: |
| Jan Breydelstadion, Brugge toeschouwers: 27.471 Scheidsrechter: Serge Gumienny Speeldag 15 Jupiler Pro League 2009-10                 | Antolin Alcaraz 45' Jeroen Simaeys 50' Antolin Alcaraz 57' Mohamed Dahmane 77' Mohamed Dahmane 82' Karel Geraerts 90' + 1'                                       |                 | 36' Justice Wamfor 36' Philippe Clement 47' Sherjill Mac-Donald (A Faris Haroun) 60' Faris Haroun 65' Tomislav Pačovski 90' Martijn Monteyne 90' + 2' Tosin Dosunmu (A Sherjill Mac-Donald) | Tomislav Pačovski, Martijn Monteyne, Tomislav Mikulić, Philippe Clement, Pieter-Jan Monteyne, Wim De Decker, Justice Wamfor, Ivan Leko, Faris Haroun, Sherjill Mac-Donald, Tosin Dosunmu Wisselspelers Germinal Beerschot: Thomas Kaminski, Mark De Man, Matti Van Minnebruggen, Victor Wanyama, Daniel Cruz, Mats Rits, Bavon Tshibuabua Wissels Germinal Beerschot: 73' Ivan Leko Daniel Cruz 85' Justice Wamfor Victor Wanyama                                                  |
| | |                 | | |
| zaterdag 28 november 2009, 20:00 uur                                                                                                  | Germinal Beerschot | 3 - 0 ( 2 - 0 ) | KSV Roeselare | Opstelling Germinal Beerschot: |
| Olympisch Stadion, Antwerpen toeschouwers: 8.864 Scheidsrechter: Christophe Delacour Speeldag 16 Jupiler Pro League 2009-10           | Sherjill Mac-Donald (A Tosin Dosunmu) 1' Faris Haroun (A Sherjill Mac-Donald) 39' Tosin Dosunmu 51' Faris Haroun (A Ivan Leko) 90' + 1'                          |                 | 81' Damir Mirvic 88' Bjarni Vidarsson | Tomislav Pačovski, Martijn Monteyne, Tomislav Mikulić, Philippe Clement, Pieter-Jan Monteyne, Wim De Decker, Justice Wamfor, Bart Goor, Faris Haroun, Sherjill Mac-Donald, Tosin Dosunmu Wisselspelers Germinal Beerschot: Thomas Kaminski, Mark De Man, Matti Van Minnebruggen, Ivan Leko, Daniel Cruz, Mats Rits, Bavon Tshibuabua Wissels Germinal Beerschot: 83' Tosin Dosunmu Bavon Tshibuabua 87' Sherjill Mac-Donald Daniel Cruz 89' Bart Goor Ivan Leko                    |
| | |                 | | |
| zaterdag 5 december 2009, 20:00 uur                                                                                                   | Standard de Liège | 2 - 2 ( 0 - 1 ) | Germinal Beerschot | Opstelling Germinal Beerschot: |
| Stade Maurice Dufrasne, Luik toeschouwers: 26.000 Scheidsrechter: Pieter Vink Speeldag 17 Jupiler Pro League 2009-10                  | Olivier Dacourt 39' Gohi Bi Zoro Cyriac 56' Milan Jovanović 57' Igor De Camargo 71'                                                                              |                 | 14' Philippe Clement 40' Bart Goor (A Victor Wanyama) 54' Tomislav Mikulić 62' Tosin Dosunmu                                                                                                | Tomislav Pačovski, Martijn Monteyne, Tomislav Mikulić, Philippe Clement, Pieter-Jan Monteyne, Wim De Decker, Justice Wamfor, Bart Goor, Faris Haroun, Sherjill Mac-Donald, Tosin Dosunmu Wisselspelers Germinal Beerschot: Thomas Kaminski, Mark De Man, Victor Wanyama, Ivan Leko, Daniel Cruz, Mats Rits, Bavon Tshibuabua Wissels Germinal Beerschot: 37' Faris Haroun Victor Wanyama 90' Justice Wamfor Ivan Leko                                                              |
| | |                 | | |
| zaterdag 12 december 2009, 20:00 uur                                                                                                  | Germinal Beerschot | 0 - 0 ( 0 - 0 ) | Sporting Charleroi | Opstelling Germinal Beerschot: |
| Olympisch Stadion, Antwerpen toeschouwers: 9.352 Scheidsrechter: Geert Barbry Speeldag 18 Jupiler Pro League 2009-10                  | Kurt Van Dooren 52' Victor Wanyama 38' |                 | 38' Mahamoudou Keré | Tomislav Pačovski, Martijn Monteyne, Tomislav Mikulić, Kurt Van Dooren, Pieter-Jan Monteyne, Wim De Decker, Justice Wamfor, Bart Goor, Victor Wanyama, Sherjill Mac-Donald, Tosin Dosunmu Wisselspelers Germinal Beerschot: Thomas Kaminski, Mark De Man, Matti Van Minnebruggen, Ivan Leko, Daniel Cruz, Mats Rits, Bavon Tshibuabua Wissels Germinal Beerschot: 70' Wim De Decker Daniel Cruz                                                                                    |
| | |                 | | |
| zaterdag 26 december 2009, 20:00 uur                                                                                                  | Germinal Beerschot | 1 - 0 ( 0 - 0 ) | KRC Genk | Opstelling Germinal Beerschot: |
| Olympisch Stadion, Antwerpen toeschouwers: 9.943 Scheidsrechter: Johan Verbist Speeldag 20 Jupiler Pro League 2009-10                 | Tosin Dosunmu (A Pieter-Jan Monteyne) 67' |                 | 40' Eric Matoukou 54' Balázs Tóth | Tomislav Pačovski, Martijn Monteyne, Tomislav Mikulić, Philippe Clement, Pieter-Jan Monteyne, Wim De Decker, Justice Wamfor, Bart Goor, Victor Wanyama, Sherjill Mac-Donald, Tosin Dosunmu Wisselspelers Germinal Beerschot: Thomas Kaminski, Kurt Van Dooren, Mark De Man, Ivan Leko, Daniel Cruz, Mats Rits, Bavon Tshibuabua Wissels Germinal Beerschot: 16' Victor Wanyama Daniel Cruz 88' Sherjill Mac-Donald Ivan Leko 90' Tosin Dosunmu Bavon Tshibuabua                    |
| | |                 | | |
| woensdag 30 december 2009, 20:00 uur                                                                                                  | KSC Lokeren Oost-Vlaanderen | 2 - 0 ( 1 - 0 ) | Germinal Beerschot | Opstelling Germinal Beerschot: |
| Daknamstadion, Lokeren toeschouwers: 7.985 Scheidsrechter: Tim Pots Speeldag 21 Jupiler Pro League 2009-10                            | Marcel Mbayo 20' Dawid Janczyk 63' Mario Carević 71' Marcel Mbayo 90' + 1'                                                                                       |                 | | Tomislav Pačovski, Martijn Monteyne, Tomislav Mikulić, Philippe Clement, Pieter-Jan Monteyne, Wim De Decker, Justice Wamfor, Bart Goor, Victor Wanyama, Sherjill Mac-Donald, Tosin Dosunmu Wisselspelers Germinal Beerschot: Thomas Kaminski, Kurt Van Dooren, Mark De Man, Ivan Leko, Daniel Cruz, Mats Rits, Bavon Tshibuabua Wissels Germinal Beerschot: 69' Justice Wamfor Bavon Tshibuabua 77' Pieter-Jan Monteyne Ivan Leko 82' Victor Wanyama Mats Rits                     |
| | |                 | | |
| zondag 17 januari 2010, 18:00 uur | Germinal Beerschot | - ( - )         | Cercle Brugge | Opstelling Germinal Beerschot: |
| Olympisch Stadion, Antwerpen toeschouwers Scheidsrechter: Christof Dierick Speeldag 22 Jupiler Pro League 2009-10                     | |                 | | Wisselspelers Germinal Beerschot: Wissels Germinal Beerschot: |
| | |                 | | |
| zaterdag 23 januari 2009, 20:00 uur                                                                                                   | KV Kortrijk | - ( - )         | Germinal Beerschot | Opstelling Germinal Beerschot: |
| Guldensporenstadion, Kortrijk toeschouwers Scheidsrechter: Frederik Geldhof Speeldag 23 Jupiler Pro League 2009-10                    | |                 | | Wisselspelers Germinal Beerschot: Wissels Germinal Beerschot: |
| | |                 | | |
| vrijdag 29 januari 2010, 20:30 uur | Germinal Beerschot | - ( - )         | RSC Anderlecht | Opstelling Germinal Beerschot: |
| Olympisch Stadion, Antwerpen toeschouwers Scheidsrechter: Speeldag 24 Jupiler Pro League 2009-10                                      | |                 | | Wisselspelers Germinal Beerschot: Wissels Germinal Beerschot: |
| | |                 | | |
| dinsdag 2 februari 2009, 20:30 uur (oorspronkelijke datum: vrijdag 18 december 2009 om 20:30 uur, uitgesteld wegens sneeuwval)        | Yellow Red KV Mechelen | - ( - )         | Germinal Beerschot | Opstelling Germinal Beerschot: |
| Argosstadion Achter de Kazerne, Mechelen toeschouwers Scheidsrechter: Jean-Baptist Bultynck Speeldag 19 Jupiler Pro League 2009-10    | |                 | | Wisselspelers Germinal Beerschot: Wissels Germinal Beerschot: |
| | |                 | | |

#### Play-offs 1 of 2
Pas na de reguliere competitie bekend.

### Beker van België
| | |                 |                                               | |
| dinsdag 27 oktober 2009, 20:00 uur                                                                                    | Germinal Beerschot                                                                                               | 3 - 0 ( 1 - 0 ) | KMSK Deinze                                   | Opstelling Germinal Beerschot: |
| Olympisch Stadion, Antwerpen toeschouwers: 1.851 Scheidsrechter: Geert Barbry 1/16de finales Beker van België 2009-10 | Sherjill Mac-Donald (A Bart Goor) 24' Tosin Dosunmu (A Sherjill Mac-Donald) 48' Mark De Man (A Faris Haroun) 57' |                 |                                               | Tomislav Pačovski, Mark De Man, Tomislav Mikulić, Philippe Clement, Pieter-Jan Monteyne, Wim De Decker, Bart Goor, Ivan Leko, Faris Haroun, Sherjill Mac-Donald, Tosin Dosunmu Wisselspelers Germinal Beerschot: Thomas Kaminski, Kurt Van Dooren, Martijn Monteyne, Justice Wamfor, Daniel Cruz, Mats Rits, Bavon Tshibuabua Wissels Germinal Beerschot: 73' Ivan Leko Justice Wamfor 73' Sherjill Mac-Donald Mats Rits 84' Bart Goor Daniel Cruz |
| | |                 |                                               | |
| woensdag 23 december 2009, 21:00 uur                                                                                  | AA Gent | 1 - 0 ( 0 - 0 ) | Germinal Beerschot                            | Opstelling Germinal Beerschot: |
| Ottenstadion, Gent toeschouwers: 6.000 Scheidsrechter: Luc Wouters 1/8ste finales Beker van België 2009-10            | Mbaye Leye 40' Stef Wils 85'                                                                                     |                 | 32' Tomislav Pačovski 70' Pieter-Jan Monteyne | Tomislav Pačovski, Martijn Monteyne, Tomislav Mikulić, Philippe Clement, Pieter-Jan Monteyne, Wim De Decker, Justice Wamfor, Bart Goor, Victor Wanyama, Sherjill Mac-Donald, Tosin Dosunmu Wisselspelers Germinal Beerschot: Thomas Kaminski, Kurt Van Dooren, Mark De Man, Ivan Leko, Daniel Cruz, Mats Rits, Bavon Tshibuabua Wissels Germinal Beerschot: 73' Tosin Dosunmu Bavon Tshibuabua 88' Victor Wanyama Ivan Leko                        |
| | |                 |                                               | |

## Statistieken Germinal Beerschot Jupiler Pro League 2009 / 2010

### Stand Germinal Beerschot in de Jupiler Pro League 2009 / 2010

#### Stand Germinal Beerschot in de reguliere competitie (*)
| Stand | Gespeeld | Gewonnen | Gelijk | Verloren | Punten | Doelpunten voor | Doelpunten tegen | Gele kaarten | Rode kaarten |
| 4     | 19       | 9        | 5      | 5        | 32     | 28              | 21               | 34           | 1            |
| ----- | -------- | -------- | ------ | -------- | ------ | --------------- | ---------------- | ------------ | ------------ |

(*) Germinal Beerschot verloor 3 punten van de 12de speeldag (behaald na een 3-2 thuisoverwinning tegen Excelsior Mouscron) nadat Excelsior Mouscron in december 2009 uit de eerste klasse geschrapt werd.

#### Stand Germinal Beerschot in de play-offs 1 of 2 (pas na reguliere competitie)
Kalender pas bekend na de reguliere competitie.

### Punten per speeldag

#### Reguliere competitie
| Speeldag | 1 | 2 | 3 | 4 | 5 | 6 | 7 | 8 | 9 | 10 | 11 | 12    | 13 | 14 | 15 | 16 | 17 | 18 | 19 | 20 | 21 | 22 | 23 | 24 | 25 | 26 | 27 | 28 | 29 | 30 |
| Punten   | 1 | 1 | 0 | 0 | 1 | 3 | 3 | 3 | 0 | 3  | 0  | - (*) | 3  | 3  | 3  | 3  | 1  | 1  |    | 3  | 0  |    |    |    |    |    |    |    |    |    |
| -------- | - | - | - | - | - | - | - | - | - | -- | -- | ----- | -- | -- | -- | -- | -- | -- | -- | -- | -- | -- | -- | -- | -- | -- | -- | -- | -- | -- |

(*) Het resultaat van de 12de speeldag (3-2 thuisoverwinning tegen Excelsior Mouscron) werd geschrapt ingevolge de uitsluiting van deze club uit de eerste klasse in december 2009.

#### Play-offs 1 of 2
Kalender pas bekend na de reguliere competitie.

### Punten na speeldag

#### Reguliere competitie
| Speelronde | 1 | 2 | 3 | 4 | 5 | 6 | 7 | 8  | 9  | 10 | 11 | 12    | 13 | 14 | 15 | 16 | 17 | 18 | 19 | 20 | 21 | 22 | 23 | 24 | 25 | 26 | 27 | 28 | 29 | 30 |
| Punten     | 1 | 2 | 2 | 2 | 3 | 6 | 9 | 12 | 12 | 15 | 15 | - (*) | 18 | 21 | 24 | 27 | 28 | 29 |    | 32 | 32 |    |    |    |    |    |    |    |    |    |
| ---------- | - | - | - | - | - | - | - | -- | -- | -- | -- | ----- | -- | -- | -- | -- | -- | -- | -- | -- | -- | -- | -- | -- | -- | -- | -- | -- | -- | -- |

(*) Het resultaat van de 12de speeldag (3-2 thuisoverwinning tegen Excelsior Mouscron) werd geschrapt ingevolge de uitsluiting van deze club uit de eerste klasse in december 2009.

#### Play-offs 1 of 2
Kalender pas bekend na de reguliere competitie.

### Stand na speeldag

#### Reguliere competitie
| Speelronde | 1 | 2 | 3  | 4  | 5  | 6  | 7  | 8 | 9 | 10 | 11 | 12    | 13 | 14 | 15 | 16 | 17 | 18 | 19 | 20 | 21 | 22 | 23 | 24 | 25 | 26 | 27 | 28 | 29 | 30 |
| Stand      | 8 | 8 | 10 | 13 | 14 | 11 | 10 | 7 | 8 | 7  | 8  | - (*) | 5  | 4  | 3  | 3  | 3  | 4  |    | 4  | 4  |    |    |    |    |    |    |    |    |    |
| ---------- | - | - | -- | -- | -- | -- | -- | - | - | -- | -- | ----- | -- | -- | -- | -- | -- | -- | -- | -- | -- | -- | -- | -- | -- | -- | -- | -- | -- | -- |

(*) Het resultaat van de 12de speeldag (3-2 thuisoverwinning tegen Excelsior Mouscron) werd geschrapt ingevolge de uitsluiting van deze club uit de eerste klasse in december 2009. Germinal Beerschot bekleedde de 7de positie in de rangschikking na de 12de speeldag (rekening houdend met de achteraf geschrapte overwinning). De posities aangegeven in de 13de tot en met de 17de speeldag houden geen rekening met deze schrapping.

#### Play-offs 1 of 2
Kalender pas bekend na de reguliere competitie.

## Statistieken spelers Germinal Beerschot officiële wedstrijden 2009-10

### Jupiler Pro League
|    | Nationaliteit           | Naam                 |   |  |    | Nationaliteit      | Naam                | Assists |  |     | Nationaliteit            | Naam               |   |  |    | Nationaliteit  | Naam           |   |  |    | Nationaliteit   | Naam         | Penalty’s |
| -- | ----------------------- | -------------------- | - |  | -- | ------------------ | ------------------- | ------- |  | --- | ------------------------ | ------------------ | - |  | -- | -------------- | -------------- | - |  | -- | --------------- | ------------ | --------- |
| 1. | Vlag van België         | Faris Haroun         | 8 |  | 1. | Vlag van België    | Bart Goor           | 6       |  | 1.  | Vlag van België          | Philippe Clement   | 5 |  | 1. | Vlag van Kenia | Victor Wanyama | 1 |  | 1. | Vlag van België | Faris Haroun | 1/1       |
| 2. | Vlag van België         | Bart Goor            | 5 |  | 2. | Vlag van België    | Faris Haroun        | 5       |  |     | Vlag van België          | Bart Goor          | 5 |  |    |                |                |   |  |    |                 |              |           |
| 3. | Vlag van Nigeria        | Tosin Dosunmu        | 4 |  |    | Vlag van Nederland | Sherjill MacDonald  | 5       |  | 3.  | Vlag van België          | Wim De Decker      | 4 |  |    |                |                |   |  |    |                 |              |           |
|    | Vlag van Nederland      | Sherjill MacDonald   | 4 |  | 4. | Vlag van Nigeria   | Tosin Dosunmu       | 4       |  | 4.  | Vlag van Colombia        | Daniel Cruz        | 3 |  |    |                |                |   |  |    |                 |              |           |
| 5. | Vlag van België         | Philippe Clement     | 2 |  | 5. | Vlag van Kroatië   | Ivan Leko           | 1       |  |     | Vlag van Nigeria         | Tosin Dosunmu      | 3 |  |    |                |                |   |  |    |                 |              |           |
|    | Vlag van België         | Mats Rits            | 2 |  |    | Vlag van België    | Pieter-Jan Monteyne | 1       |  | 6.  | Vlag van België          | Martijn Monteyne   | 2 |  |    |                |                |   |  |    |                 |              |           |
| 7. | Vlag van Colombia       | Daniel Cruz          | 1 |  |    | Vlag van Kenia     | Victor Wanyama      | 1       |  |     | Vlag van België          | Pieterjan Monteyne | 2 |  |    |                |                |   |  |    |                 |              |           |
|    | Vlag van Syrië          | Sanharib Malki Sabah | 1 |  |    |                    |                     |         |  |     | Vlag van Noord-Macedonië | Tomislav Pačovski  | 2 |  |    |                |                |   |  |    |                 |              |           |
|    | Vlag van Congo-Kinshasa | Bavon Tshibuabua     | 1 |  |    |                    |                     |         |  |     | Vlag van België          | Kurt Van Dooren    | 2 |  |    |                |                |   |  |    |                 |              |           |
|    |                         |                      |   |  |    |                    |                     |         |  | 10. | Vlag van België          | Faris Haroun       | 1 |  |    |                |                |   |  |    |                 |              |           |
|    |                         |                      |   |  |    |                    |                     |         |  |     | Vlag van Kroatië         | Tomislav Mikulić   | 1 |  |    |                |                |   |  |    |                 |              |           |
|    |                         |                      |   |  |    |                    |                     |         |  |     | Vlag van België          | Mats Rits          | 1 |  |    |                |                |   |  |    |                 |              |           |
|    |                         |                      |   |  |    |                    |                     |         |  |     | Vlag van Kameroen        | Justice Wamfor     | 1 |  |    |                |                |   |  |    |                 |              |           |
|    |                         |                      |   |  |    |                    |                     |         |  |     | Vlag van Kenia           | Victor Wanyama     | 1 |  |    |                |                |   |  |    |                 |              |           |

### Beker van België
|    | Nationaliteit      | Naam               |   |  |    | Nationaliteit      | Naam               | Assists |  |    | Nationaliteit            | Naam                |   |  |    | Nationaliteit | Naam |  |  |    | Nationaliteit | Naam | Penalty’s |
| -- | ------------------ | ------------------ | - |  | -- | ------------------ | ------------------ | ------- |  | -- | ------------------------ | ------------------- | - |  | -- | ------------- | ---- |  |  | -- | ------------- | ---- | --------- |
| 1. | Vlag van België    | Mark De Man        | 1 |  | 1. | Vlag van België    | Bart Goor          | 1       |  | 1. | Vlag van België          | Pieter-Jan Monteyne | 1 |  | 1. |               |      |  |  | 1. |               |      |           |
|    | Vlag van Nigeria   | Tosin Dosunmu      | 1 |  |    | Vlag van België    | Faris Haroun       | 1       |  |    | Vlag van Noord-Macedonië | Tomislav Pačovski   | 1 |  |    |               |      |  |  |    |               |      |           |
|    | Vlag van Nederland | Sherjill MacDonald | 1 |  |    | Vlag van Nederland | Sherjill MacDonald | 1       |  |    |                          |                     |   |  |    |               |      |  |  |    |               |      |           |

## Scheidsrechters (officiële wedstrijden)
| Nat.               | Scheidsrechter        | Jupiler Pro League 2009-10 | Jupiler Pro League 2009-10 | Jupiler Pro League 2009-10 | Jupiler Pro League 2009-10 | Jupiler Pro League 2009-10 | Jupiler Pro League 2009-10 | Jupiler Pro League 2009-10 | Jupiler Pro League 2009-10 | Jupiler Pro League 2009-10 |  | Beker van België | Beker van België | Beker van België | Beker van België | Beker van België | Beker van België | Beker van België | Beker van België | Beker van België |  | Totaal | Totaal | Totaal | Totaal | Totaal | Totaal | Totaal | Totaal | Totaal |  |
| Nat.               | Scheidsrechter        | M                          | W                          | G                          | V                          |                            |                            |                            | Pen+                       | Pen-                       |  | M                | W                | G                | V                |                  |                  |                  | Pen+             | Pen-             |  | M      | W      | G      | V      |        |        |        | Pen+   | Pen-   |  |
| ------------------ | --------------------- | -------------------------- | -------------------------- | -------------------------- | -------------------------- | -------------------------- | -------------------------- | -------------------------- | -------------------------- | -------------------------- |  | ---------------- | ---------------- | ---------------- | ---------------- | ---------------- | ---------------- | ---------------- | ---------------- | ---------------- |  | ------ | ------ | ------ | ------ | ------ | ------ | ------ | ------ | ------ |  |
| Vlag van België    | Geert Barbry          | 2                          | 0                          | 1                          | 1                          | 2                          | 0                          | 0                          | 0                          | 0                          |  | 1                | 1                | 0                | 0                | 0                | 0                | 0                | 0                | 0                |  | 3      | 1      | 1      | 1      | 2      | 0      | 0      | 0      | 0      |  |
| Vlag van België    | Alexandre Boucaut     | 1                          | 1                          | 0                          | 0                          | 2                          | 0                          | 0                          | 1                          | 0                          |  | 0                | 0                | 0                | 0                | 0                | 0                | 0                | 0                | 0                |  | 1      | 1      | 0      | 0      | 2      | 0      | 0      | 1      | 0      |  |
| Vlag van België    | Claude Bourdouxhe     | 2                          | 1                          | 1                          | 0                          | 3                          | 0                          | 0                          | 0                          | 0                          |  | 0                | 0                | 0                | 0                | 0                | 0                | 0                | 0                | 0                |  | 2      | 1      | 1      | 0      | 3      | 0      | 0      | 0      | 0      |  |
| Vlag van België    | Jean-Baptist Bultynck | 1                          | 0                          | 0                          | 1                          | 1                          | 0                          | 0                          | 0                          | 0                          |  | 0                | 0                | 0                | 0                | 0                | 0                | 0                | 0                | 0                |  | 1      | 0      | 0      | 1      | 1      | 0      | 0      | 0      | 0      |  |
| Vlag van België    | Gerd Bylois           | 1                          | 0                          | 0                          | 1                          | 4                          | 0                          | 0                          | 0                          | 0                          |  | 0                | 0                | 0                | 0                | 0                | 0                | 0                | 0                | 0                |  | 1      | 0      | 0      | 1      | 4      | 0      | 0      | 0      | 0      |  |
| Vlag van België    | Christophe Delacour   | 1                          | 1                          | 0                          | 0                          | 1                          | 0                          | 0                          | 0                          | 0                          |  | 0                | 0                | 0                | 0                | 0                | 0                | 0                | 0                | 0                |  | 1      | 1      | 0      | 0      | 1      | 0      | 0      | 0      | 0      |  |
| Vlag van België    | Sebastien Delferiere  | 1                          | 1                          | 0                          | 0                          | 0                          | 0                          | 0                          | 0                          | 0                          |  | 0                | 0                | 0                | 0                | 0                | 0                | 0                | 0                | 0                |  | 1      | 1      | 0      | 0      | 0      | 0      | 0      | 0      | 0      |  |
|                    |                       |                            |                            |                            |                            |                            |                            |                            |                            |                            |  |                  |                  |                  |                  |                  |                  |                  |                  |                  |  |        |        |        |        |        |        |        |        |        |  |
| Vlag van België    | Serge Gumienny        | 2                          | 2                          | 0                          | 0                          | 9                          | 0                          | 0                          | 0                          | 0                          |  | 0                | 0                | 0                | 0                | 0                | 0                | 0                | 0                | 0                |  | 2      | 2      | 0      | 0      | 9      | 0      | 0      | 0      | 0      |  |
| Vlag van België    | Sam Loeman            | 1                          | 1                          | 0                          | 0                          | 1                          | 0                          | 0                          | 0                          | 0                          |  | 0                | 0                | 0                | 0                | 0                | 0                | 0                | 0                | 0                |  | 1      | 1      | 0      | 0      | 1      | 0      | 0      | 0      | 0      |  |
| Vlag van België    | Tim Pots              | 3                          | 1                          | 1                          | 1                          | 4                          | 0                          | 0                          | 0                          | 0                          |  | 0                | 0                | 0                | 0                | 0                | 0                | 0                | 0                | 0                |  | 3      | 1      | 1      | 1      | 4      | 0      | 0      | 0      | 0      |  |
| Vlag van België    | Joeri van de Velde    | 1                          | 0                          | 1                          | 0                          | 1                          | 0                          | 0                          | 0                          | 0                          |  | 0                | 0                | 0                | 0                | 0                | 0                | 0                | 0                | 0                |  | 1      | 0      | 1      | 0      | 1      | 0      | 0      | 0      | 0      |  |
| Vlag van België    | Johan Verbist         | 1                          | 1                          | 0                          | 0                          | 0                          | 0                          | 0                          | 0                          | 0                          |  | 0                | 0                | 0                | 0                | 0                | 0                | 0                | 0                | 0                |  | 1      | 1      | 0      | 0      | 0      | 0      | 0      | 0      | 0      |  |
| Vlag van België    | Peter Vervecken       | 1                          | 0                          | 0                          | 1                          | 2                          | 0                          | 1                          | 0                          | 0                          |  | 0                | 0                | 0                | 0                | 0                | 0                | 0                | 0                | 0                |  | 1      | 0      | 0      | 1      | 2      | 0      | 1      | 0      | 0      |  |
| Vlag van Nederland | Pieter Vink           | 1                          | 0                          | 1                          | 0                          | 2                          | 0                          | 0                          | 0                          | 0                          |  | 0                | 0                | 0                | 0                | 0                | 0                | 0                | 0                | 0                |  | 1      | 0      | 1      | 0      | 2      | 0      | 0      | 0      | 0      |  |
| Vlag van België    | Luc Wouters           | 1                          | 1                          | 0                          | 0                          | 2                          | 0                          | 0                          | 0                          | 0                          |  | 1                | 0                | 0                | 1                | 2                | 0                | 0                | 0                | 0                |  | 2      | 1      | 0      | 1      | 4      | 0      | 0      | 0      | 0      |  |
|                    | Algemeen totaal       | 20                         | 10                         | 5                          | 5                          | 34                         | 0                          | 1                          | 1                          | 0                          |  | 2                | 1                | 0                | 1                | 2                | 0                | 0                | 0                | 0                |  | 22     | 11     | 5      | 6      | 36     | 0      | 1      | 1      | 0      |  |
| Nat.               | Scheidsrechter        |                            |                            |                            |                            |                            |                            |                            |                            |                            |  |                  |                  |                  |                  |                  |                  |                  |                  |                  |  |        |        |        |        |        |        |        |        |        |  |
| Nat.               | Scheidsrechter        | M                          | W                          | G                          | V                          |                            |                            |                            | Pen+                       | Pen-                       |  | M                | W                | G                | V                |                  |                  |                  | Pen+             | Pen-             |  | M      | W      | G      | V      |        |        |        | Pen+   | Pen-   |  |
|                    |                       | Jupiler Pro League 2009-10 | Jupiler Pro League 2009-10 | Jupiler Pro League 2009-10 | Jupiler Pro League 2009-10 | Jupiler Pro League 2009-10 | Jupiler Pro League 2009-10 | Jupiler Pro League 2009-10 | Jupiler Pro League 2009-10 | Jupiler Pro League 2009-10 |  | Beker van België | Beker van België | Beker van België | Beker van België | Beker van België | Beker van België | Beker van België | Beker van België | Beker van België |  | Totaal | Totaal | Totaal | Totaal | Totaal | Totaal | Totaal | Totaal | Totaal |  |

2008/09 · 2009/10 · 2010/11 · 2011/12 · 2012/13